# 峨嵯山

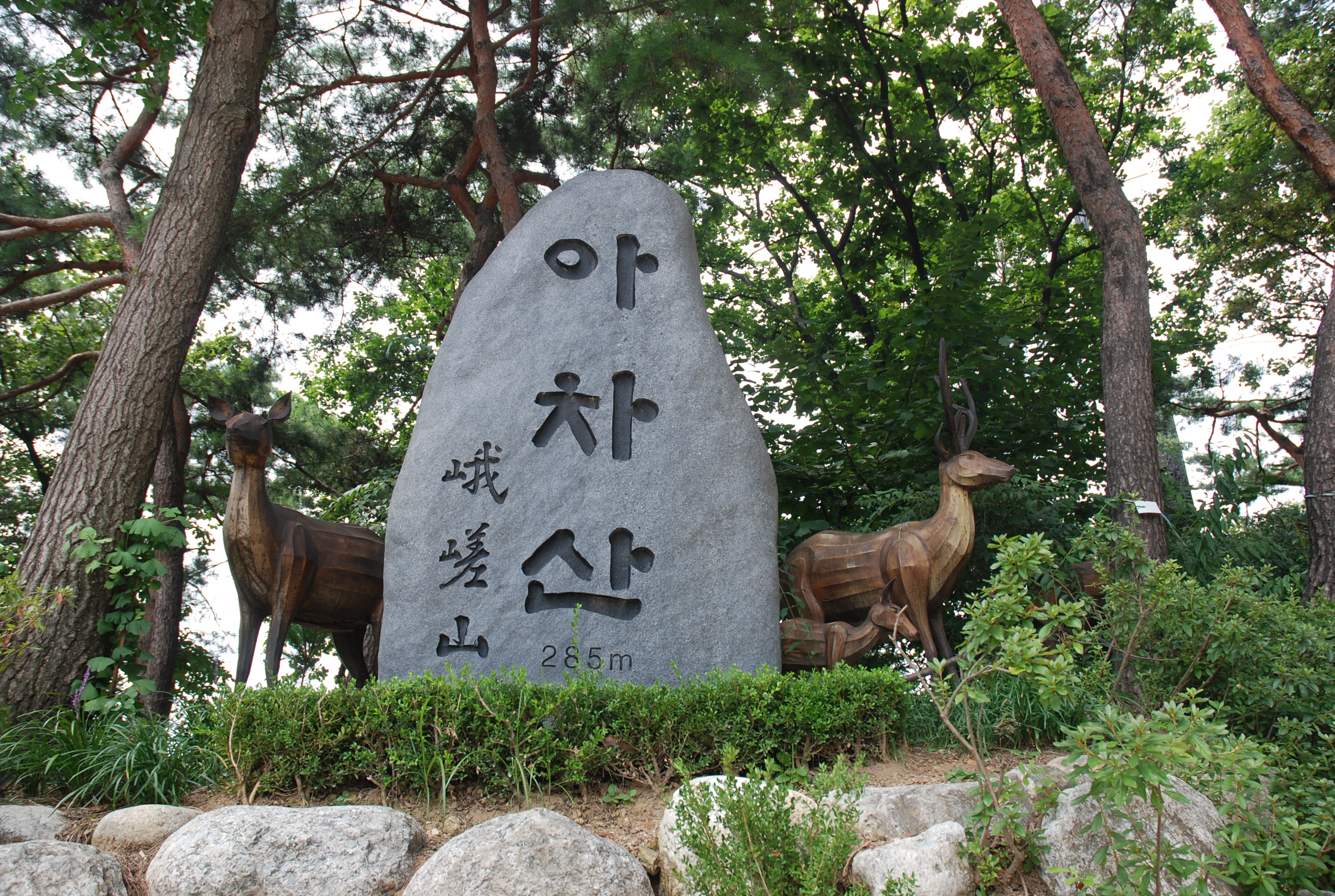

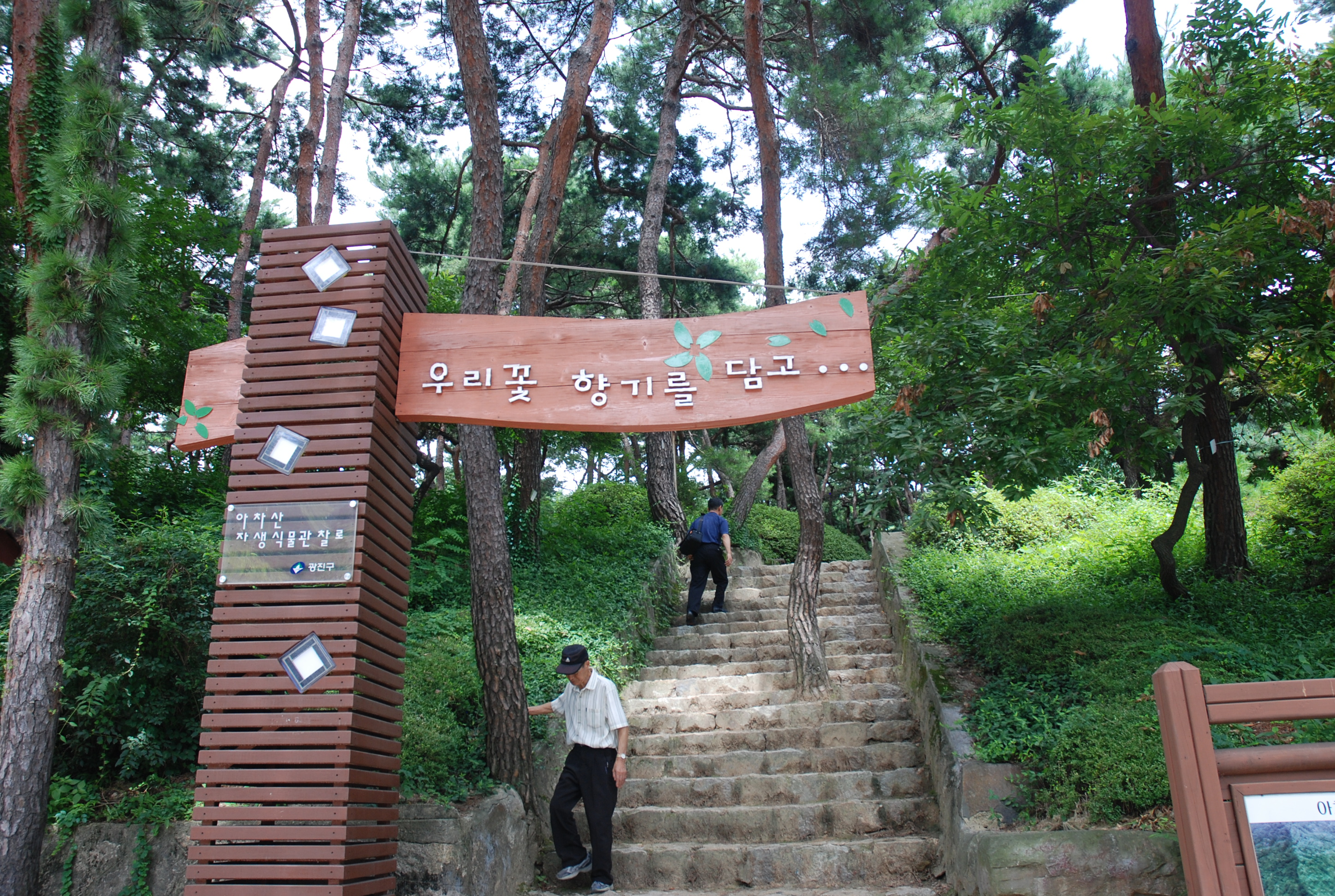

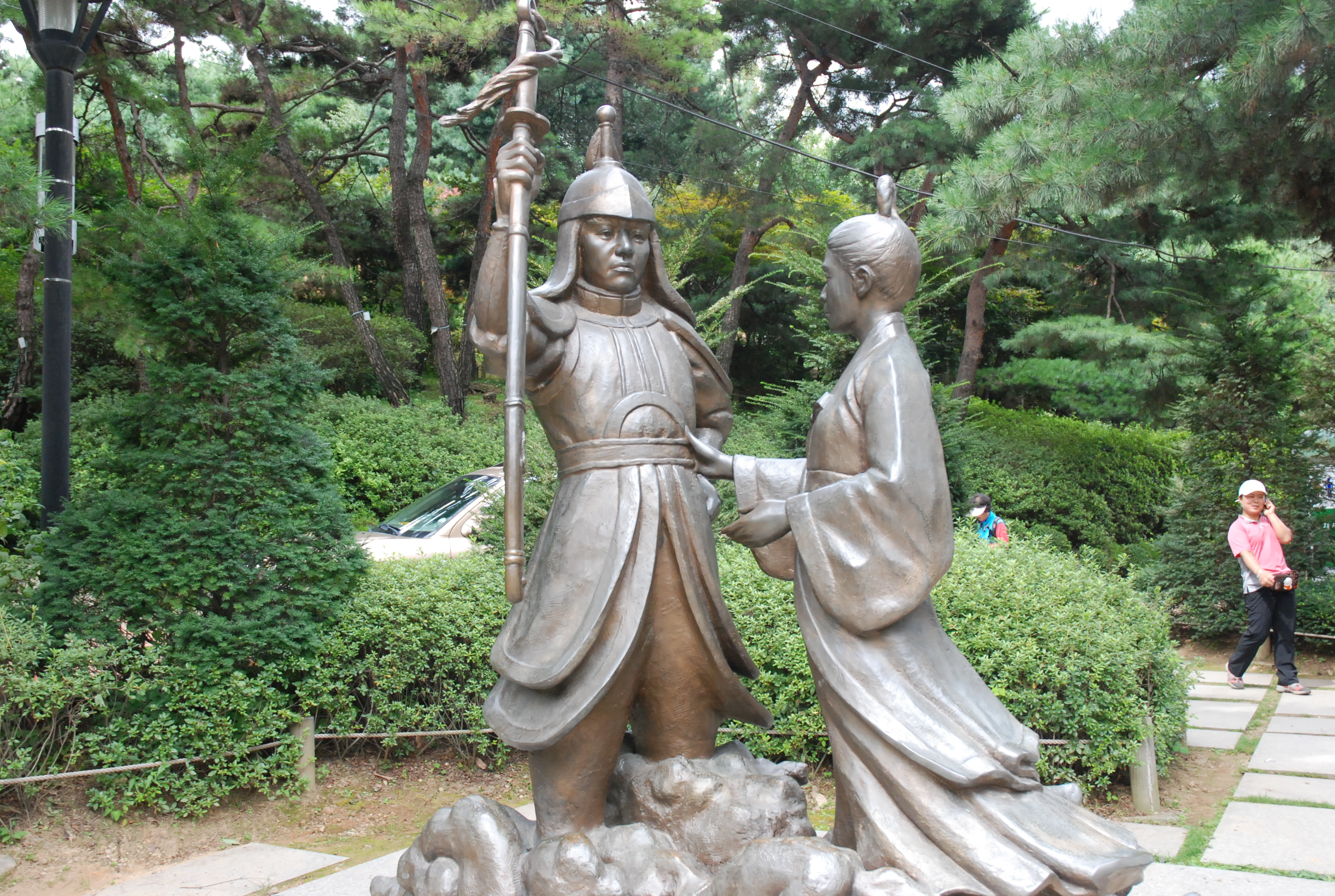

峨嵯山（韓語：아차산），位於韓國首爾廣津區與九里市之間的一座山峰，高287米（942英尺）。峨嵯山及龍馬山一帶建有多條遠足徑，遊人通常會由一山行往另一山，途中可以經過高句麗時期所建的堡壘的遺跡。

## 外部連結
- Travel Highlights by Visit Korea （页面存档备份，存于）, 2012